# LaRue (banda)
LaRue foi uma banda de música cristã formada pelos irmãos Phillip e Natalie LaRue. Phillip e Natalie são cantores e compositores. Phillip tinha 17 e Natalie 15 anos quando em 2000, eles vieram a lançar o primeiro álbum deles, LaRue.

## Membros da banda
- Phillip LaRue - vocais, guitarra
- Natalie LaRue - vocais

## Discografia
| Ano  | Título       | Gravadora       |
| ---- | ------------ | --------------- |
| 1999 | Waiting Room | Maxisingle      |
| 2000 | LaRue        | Reunion Records |
| 2001 | Transparent  | Reunion Records |
| 2002 | Reaching     | Reunion Records |

### Compilações contribuídas
- Left Behind: The Movie Soundtrack (2000) - "Fly" (de Transparent)
- Soul Lift (Flicker, 2001) - "He Is Lord", "King Of My Life" (Natalie LaRue com T-Bone)
- The Message: Psalms (eb+flo, 2005) - "How Faithful You Are (Psalm 89)" de Phillip LaRue; "Who Can Compare With God (Psalm 113)" de Natalie LaRue

## Turnês
- Rebecca St. James' Transform Tour com Tree63 e FuseBox